# Lord-lieutenant du Northamptonshire
Ceci est une liste de personnes qui ont servi comme Lord Lieutenant du Northamptonshire. Depuis 1735, tous les Lord Lieutenants ont été également Custos Rotulorum of Northamptonshire. La lieutenance comprenait le Soke of Peterborough  jusqu'en 1965, lorsque le Lord Lieutenant du Huntingdonshire devint Lord Lieutenant de Huntingdon and Peterborough. Cela a fusionné avec la lieutenance du Cambridgeshire et l'Isle of Ely en 1974, en formant la juridiction du présent Lord Lieutenant du Cambridgeshire.

## Lord Lieutenants
- Christopher Hatton, 1576 – 20 novembre 1591.
- vacant
- Thomas Cecil (1er comte d'Exeter), 8 septembre 1603 – 8 février 1623.
- William Cecil (2e comte d'Exeter), 27 février 1623 – 6 juillet 1640.
- John Mordaunt (1er comte de Peterborough), 16 juillet 1640 – 18 juin 1643.
- Interregnum
- John Cecil (4e comte d'Exeter), 31 juillet 1660 – 8 août 1673 conjointement avec
- Mildmay Fane (2e comte de Westmorland), 31 juillet 1660 – 12 février 1666 et
- Henry Mordaunt (2e comte de Peterborough), 21 mai 1666 – 8 août 1673.
- Divisé East et West Northamptonshire 8 août 1673 – 20 février 1678:
  - John Cecil (4e comte d'Exeter), (East Northamptonshire).
  - Henry Mordaunt (2e comte de Peterborough), (West Northamptonshire).
- Henry Mordaunt (2e comte de Peterborough), 20 février 1678 – 30 mai 1689.
- Charles Mordaunt (3e comte de Peterborough), 30 mai 1689 – 21 juillet 1715.
- John Montagu (2e duc de Montagu), 21 juillet 1715 – 5 juillet 1749.
- George Montagu-Dunk (2e comte d'Halifax), 2 octobre 1749 – 8 juin 1771.
- Spencer Compton (8e comte de Northampton), 6 juillet 1771 – 7 avril 1796.
- Charles Compton (1er marquis de Northampton), 11 juin 1796 – 24 mai 1828.
- John Fane (10e comte de Westmorland), 5 juillet 1828 – 15 décembre 1841.
- Brownlow Cecil (2e marquis d'Exeter), 22 janvier 1842 – 16 janvier 1867.
- Charles FitzRoy (3e baron de Southampton), 22 février 1867 – 16 juillet 1872.
- John Spencer (5e comte Spencer), 12 août 1872 – 27 octobre 1908.
- Charles Spencer (6e comte Spencer), 27 octobre 1908 – 26 septembre 1922.
- William Cecil (5e marquis d'Exeter), 14 décembre 1922 – 11 mars 1952.
- Albert Spencer (7e comte Spencer), 11 mars 1952 – 31 juillet 1967[1].
- Lt. Col. John Walkelyne Chandos-Pole, 31 juillet 1967 – 5 mars 1984[2].
- John Luke Lowther, 5 mars 1984 – 18 novembre 1998[3].
- Juliet Townsend, 18 novembre 1998 – 16 juin 2014[4].
- David Eric Laing, 17 juin 2014  – présent[5].

## Deputy Lieutenants
Deputy Lieutenants Traditionnellement soutenu le Lord-Lieutenant. Il pourrait y avoir plusieurs deputy lieutenants à tout moment, selon la population du comté. Leur nomination ne prend pas fin avec le changement de Lord-Lieutenant, mais ils ont souvent pris leur retraite à l'âge de 75 ans.

### XVIIIesiècle
- John Fane, 10e Comte de Westmorland, 18 février 1793[6].
- William Fitzwilliam, 4e Comte Fitzwilliam, février 1793[6].
- John, Comte de  Pomfret, 18 février 1793[6].
- George Spencer, 2e Comte Spencer, 18 février 1793[6].
- John Proby, 1e Comte de Carysfort, 18 février 1793[6].
- George, Lord Carbery, 18 février 1793[6].
- Charles Compton, 1er Marquis de Northampton, 18 février 1793[6].
- William Wake, de Courteenhall, 18 février 1793[6].
- Justinian Isham, 7e Baronnet, de Lamport, 18 février 1793[6].
- Robert Gunning, 1er Baronnet, de Horton, 18 février 1793[6].
- George Ashby, de Haselbech, 18 février 1793[6].
- George Arnold, de Ashby St Ledgers, 18 février 1793[6].
- Edward Bouverie the younger, de Delapré Abbey, 18 février 1793[6].
- Leonard Burton, de Ringstead, 18 février 1793[6].
- Samuel Blencowe, de Marston St. Lawrence, 18 février 1793[6].
- Thomas Beet, de Great Houghton, 18 février 1793[6].
- Richard Booth, de Glendon, 18 Fevrier 1793[6].
- William Ralph Cartwright, de Aynho, 18 février 1793[6].
- John Clarke, de Welton, 18 février 1793[6].
- John Clarke, de Bulwick, 18 février 1793[6].
- Francis Dickins, de Wollaston, 18 février 1793[6].
- John Dryden, de Canons Ashby, 18 février 1793[6].
- Peter Denys, de Easton Neston, 18 février 1793[6].
- John Peach Hungerford, de Dingley Hall, 18 février 1793[6].
- Thomas Hunt, de Oundle, 18 février 1793[6].
- Robert Henson, de Bainton, 18 février 1793[6].
- Samuel Isted, de Ecton, 18 février 1793[6].
- Valentine Knightley, de Fawsley, 18 février 1793[6].
- Richard Kerby, de Floore, 18 février 1793[6].
- Thomas Langton, de Teeton, 18 février 1793[6].
- Thomas Mercer, de Hackleton, 18 février 1793[6].
- Charles Newman, de Preston Deanery, 18 février 1793[6].
- John Payne, de Welford, 18 février 1793[6].
- Nicolls Raynsford, de Brixworth, 18 février 1793[6].
- Thomas Rokeby, de Arthingworth, 18 février 1793[6].
- George Robinson, de Cranford, 18 février 1793[6].
- William Sawbridge, de East Haddon, 18 février 1793[6].
- Richard Brook Supple, de Great Oakley, 18 février 1793[6].
- Thomas Samwell Watson Samwell, de Upton Hall, 18 février 1793[6].
- Thomas Tryon, de Balwick, 18 février 1793[6].
- John Freke Willes, de Astrop, 18 février 1793[6].
- William Walcot the younger, de Oundle, 18 février 1793[6].
- William Zouth Lucas Ward, de Guilsborough, 18 février 1793[6].
- Allen Edward Young, de Orlingbury, 18 février 1793[6].
- Lewis Thomas Watson, de Rockingham Castle, 18 février 1793[6].

### XIXesiècle
- Henry Scott, 3e Duc de Buccleuch, 9 mai 1803[7].
- Thomas Powys, 2e Baron Lilford, 9 mai 1803[7].
- George FitzRoy, 4e Duc de Grafton, 9 mai 1803[7].
- Charles Montagu-Scott, 4e Duc de Buccleuch, 9 mai 1803[7].
- John Fane, Lord Burghersh, 9 mai 1803[7].
- Edward Dryden, 9 mai 1803[7].
- Thomas Carter, 9 mai 1803[7].
- Justinian Isham, 9 mai 1803[7].
- John English Dolben, 9 mai 1803[7].
- Charles Knightley, 9 mai 1803[7].
- William Hanbury, jun., 9 mai 1803[7].
- Robert Andrew, jun., 9 mai 1803[7].
- William Somerset Dolben, 9 mai 1803[7].
- John Kipling, 9 May 1803[7].
- John Plomer Clarke, 9 mai 1803[7].
- Thomas Grant, 9 mai 1803[7].
- John Capell Rose, 1er juin 1803[7].
- John Charles Spencer, Vicomte Althorp, 5 juin 1803[7].
- George Francis Lynn, 25 juillet 1803[7].
- Matthew Easton Jones, 1er août 1803[7].
- George Biggin, 17 août 1803[7].
- William FitzRoy, 6e Duc de Grafton, 29 mai 1846[8].
- Richard Temple-Nugent-Brydges-Chandos-Grenville, 3e Duc de Buckingham and Chandos, 29 mai 1846[8].
- Earl of Pomfret, 29 mai 1846[8].
- Anthony Henley, 3e Baron Henley, 29 mai 1846[8].
- Richard Watson, 29 mai 1846[8].
- William Bruce Stopford, 29 mai 1846[8].
- William Cartwright, 29 mai 1846[8].
- Rainald Knightley, 29 mai 1846[8].
- John Michael Severne, 29 mai 1846[8].
- Richard Aubrey Cartwright, 29 mai 1846[8].
- William Willes, 29 mai 1846[8].
- George Payne, 29 mai 1846[8].
- William Smyth, 29 mai 1846[8].
- Henry Neville, 29 mai 1846[8].
- George Ashby Ashby, 17 janvier 1861[9].
- Charles George James Arbuthnot, 21 janvier 1861[9].

### XXesiècle
- James Griffith Dearden, 28 fevrier 1901[10].
- Edward Algernon FitzRoy, 9 mai 1901[11].
- James Hornsby, 27 mai 1902[12].
- Charles Valentine Knightley, 27 mai 1902[12].
- Henry James, Comte de Euston, 22 août 1907[13].
- Luke White, Baron Annaly, 22 août 1907[13].
- Joseph Hill, 22 août 1907[13].
- Christopher Smyth, 9 août 1911[14].
- John Brown, 30 décembre 1918[15].
- Frederick Willoughby, 30 décembre 1918[15].
- George Somes Eunson, 30 décembre 1918[15].
- Thomas Henry Woolston, 30 décembre 1918[15].
- John Powys, 5e Baron Lilford, 29 juillet 1922[16].
- Edward Douglas-Pennant, 3e Baron Penrhyn, 29 juillet 1922[16].
- Hereward Wake, 29 juillet 1922[16].
- Charles Vere Gunning, 29 juillet 1922[16].
- Charles Lowther, 4e Baronnet, 29 juillet 1922[16].
- William Ryland Dent Adkins, 29 juillet 1922[16].
- Henry Brassey, 1er Baron Brassey of Apethorpe, 29 juillet 1922[16].
- Henry Wickham, 29 juillet 1922[16].
- Arthur Richard de Capell Brooke, 18 octobre 1923[17].
- William Harvey Reeves, 22 juin 1931[18].
- Samuel Smith Campion, 9 avril 1935[19].
- Captain John Veasy Collier, 9 avril 1935[19].
- Charles Henry Eyre Coote, 9 avril 1935[19].
- Brigadier-General Algernon Francis Holford Ferguson, 9 avril 1935[19].
- James William Fisher, 9 avril 1935[19].
- Albert Spencer, 7e Earl Spencer, 9 avril 1935[19].
- Frederick Bostock, 20 mai 1937[20].
- David Cecil, 6e Marquis d'Exeter, 20 mai 1937[20].
- Leslie Winter Dryland, 20 mai 1937[20].
- David Howard Evans, 20 mai 1937[20].
- George Lewis, 20 mai 1937[20].
- William Compton, 6e Marquis de Northampton,20 mai 1937[20].
- Richard Montague Raynsford, 20 mai 1937[20].
- William Strong, 20 mai 1937[20].
- Josiah Walker, 20 mai 1937[20].
- Frederick Fermor-Hesketh, 2e Baron Hesketh, 2 janvier 1950[21].
- Marcus Jelley, 2 janvier 1950[21].
- Wellwood George Courtenay Maxwell, 2 janvier 1950[21].
- Orfeur Kilvington Parker, 2 janvier 1950[21].
- Bertram Norman Sergison-Brooke, 23 juin 1952[22].
- Malcolm Berwick, 23 juin 1952[22].
- John Thomas Herbert Pettit, 23 juin 1952[22].
- Edgar Claude Manning Palmer, 23 juin 1952[22].
- Gyles Isham, 12e Baronnet, 23 juin 1952[22].
- Arthur John Edward Craig, 23 juin 1952[22].
- Evelyn Dalrymple Fanshawe, 29 mai 1961[23].
- Ronald King McMichael, 29 mai 1961[23].
- James Thomas Lewis, 29 mai 1961[23].
- Peter Esme Brassey, 29 mai 1961[23] — 9 mai 1967[24].
- Edward John Spencer, Vicomte Althorp, 29 mai 1961[23].
- George Theodore Herbert Capron, 30 juin 1965[25].
- John Chandos-Pole, 30 juin 1965[25].
- Richard Arthur Collins, 30 juin 1965[25].
- Dennis Douglas Pilkington Smyly,, 30 juin 1965[25].
- Thomas Patrick Douglas Spens, 30 juin 1965[25] — 25 August 1967[26].
- Nigel Victor Stopford-Sackville,30 juin 1965[25].
- Reginald Edward, Vicomte Dilhorne, 17 mai 1967[24].
- Dennis Edmund Hutchinson,, 17 mai 1967[24].
- Robert Charles Jeffery, 17 mai 1967[24].
- Percy Fergus Ivo Reid, 27 mars 1969[27].
- Edwin Arthur Steele, 27 mars 1969[27].
- Doidge Estcourt Taunton, 27 mars 1969[27].
- Hereward Wake, 27 mars 1969[27].
- David Henry, Lord Brassey of Apethorpe, 2 octobre 1972[28].
- Guy Timothy Geoffrey Conant, 2 octobre 1972[28].
- Edward William Spencer Ford, 2 octobre 1972[28].
- Arnold Derek Arthur Lawson, Royal Naval Volunteer Reserve, 2 octobre 1972[28].
- Charles John Manning Watts, 2 octobre 1972[28].
- Antony Edward Montague Raynsford, 11 février 1974[29].
- Anthony Vere Cyprian Robarts, 11 février 1974[29].
- Derek Wilbraham Pritchard, 11 février 1974[29].
- Derek Frank Hooton, 11 février 1974[29].
- Captain Owen Meurig Jones, 11 février 1974[29].
- Donald Baxter, 17 mai 1977[30].
- Thomas Gray Boardman, 17 mai 1977[30].
- Edmund Crispin Stephen James George Brudenell, 17 mai 1977[30].
- Hugh Gray Wybrants Hamilton, 17 mai 1977[30].
- John Luke Lowther, 17 mai 1977[30].
- Richard Augustus Palmer, 17 mai 1977[30].
- Kenneth Raymond Pearson, Royal Air Force Volunteer Reserve, 17 mai 1977[30].
- The Countess of Birkenhead, 3 décembre 1979[31].
- Christian Mary, Hesketh, 3 décembre 1979[31].
- Joseph Mark Fearfield, 3 décembre 1979[31].
- Spencer Compton, 7e Marquis de Northampton, 3 décembre 1979[31].
- Captain John Macdonald-Buchanan, 3 décembre 1979[31].
- Leslie Michael Macdonald Saunders Watson, Royal Navy, 3 décembre 1979[31].
- Jean Jackson-Stops, 11 février 1985[32].
- Richard Antony Gill, 31 janvier 1986[33].
- Cyril Humphrey Cripps, 31 janvier 1986[33].
- Michael Leslie Dove, 17 juin 1989[34].
- William David Morton, 17 juin 1989[34].
- Anita Mary Tasker, 17 juin 1989[34].
- William Richard Frank Chamberlain, 9 février 1991[35].
- Penelope Joan Escombe, 9 février 1991[35].
- Juliet Margaret Townsend, 9 février 1991[35].
- John Walter Douglas Ewart, 1er février 1993[36].
- James George Kane, 1er février 1993[36].
- Joan Mary Tice, 1er février 1993[36].
- Christopher Guy Vere Davidge, 14 mars 1994[37].
- Anthony Geoffrey Stoughton-Harris, 14 mars 1994[37].
- Richard Paul Seddon, 25 mars 1996[38].
- Arthur Jeffrey Greenwell, 25 septembre 1996[39].
- Wake, 25 september 1996[39].
- Ian Robert Keers, 24 novembre 1997[40].
- Agnes Anne Goodman, 24 novembre 1997[40].
- Rear Admiral John Patrick Bruce O'Riordan, 24 novembre 1997[40].
- John George Church, 24 novembre 1997[40].